# Edmund McMillen
Edmund McMillen (Santa Cruz, 2 marzo 1980) è un autore di videogiochi statunitense.
È celebre per aver sviluppato Super Meat Boy e The Binding of Isaac.

## Biografia

### Gioventù
McMillen nacque il 2 marzo 1980, in una famiglia di cristiani rinati di origine messicana. Da sempre residente a Watsonville, nella contea californiana di Santa Cruz, ha frequentato Soquel High School. Appassionato del disegno, e il suo soggetto preferito sono i mostri. McMillen trascorse la maggior parte della sua infanzia con sua nonna, considerata da lui la maggiore fonte di sostegno per i suoi lavori creativi. In seguito, McMillen ricevette da sua nonna una scatola che conteneva tutti i suoi disegni da bambino. Molti di questi disegni possono essere visualizzati sbloccando "The Box" nel suo gioco, The Basement Collection. La sua infanzia è rappresentata nelle sue creazioni videoludiche, in particolare in The Binding of Isaac: Rebirth. In un'intervista con Indie Game: The Movie spiega che la sua famiglia era costantemente afflitta dall'abuso di droga e alcolici. Si sentiva contrastato da questa estrema fede, che gli causò sensi di colpa religiosi e problemi mentali, facendogli crescere un desiderio di controbattere.

### Carriera
I primi lavori grafici di McMillen furono in fumetti indipendenti. Sebbene avesse abbandonato quasi del tutto questo campo in favore dei videogiochi, in occasione dell'uscita di Super Meat Boy pubblicò una serie di fumetti sul protagonista Meat Boy. I suoi giochi più noti sono Meat Boy e il suo seguito Super Meat Boy, e The Binding of Isaac. McMillen è noto anche per altri suoi premiati giochi: Gish, Aether e Coil. Gish ha vinto il "Game Tunnel's 2004 Adventure Game of the Year" e l'"Indie Game of the Year". Coil invece è stato nominato per l'"Innovation Award" all'Independent Games Festival del 2009.  McMillen era stato inoltre il primo artista e animatore dei personaggi di Braid, prima che i suoi lavori venissero rimpiazzati da David Hellman. Braid vinse poi l'Innovation Award all'Independent Games Festival del 2006 prima ancora della sua uscita, e numerosi premi nel 2008, tra cui il Best Platformer e Best Original Downloadable Console Game di GameSpot, e il dodicesimo Annual Academy of Interactive Arts & Sciences Awards Casual Game of the Year. Il suo videogioco Aether fu finalista all'IndieCade del 2009 e ricevette una menzione d'onore.

#### Super Meat Boy
McMillen e il programmatore Tommy Refenes hanno stabilito una società di videogiochi indipendente, con l'intento di non rivolgersi mai ad un editore di terze parti. Il loro primo gioco Super Meat Boy è stato pubblicato il 20 ottobre 2010 su Xbox 360 tramite Xbox Live Arcade e su Valve Corporation, a cui si aggiunse anche il sistema di distribuzione digitale Steam il 30 novembre 2010. La distribuzione prevista per Wii è stata in un secondo momento annullata, secondo alcune fonti (come Kotaku), a causa dei limiti di dimensione dei file del WiiWare. Il 5 aprile 2011 è stata rilasciata una versione retail del gioco. L'iniziale disinteresse di Sony ha impedito al Team Meat di pubblicare inizialmente il gioco su PlayStation, anche a causa di alcuni contratti stipulati in seguito all'incontro. Dopo il successo di Super Meat Boy gli sviluppatori hanno dichiarato, in merito all'impossibilità di creare un seguito: "ci sentiamo come se avessimo fatto il primo tempo".
Nel numero di aprile 2011 del Game Developer, McMillen ha affermato che durante lo sviluppo di Super Meat Boy ha subito un intervento chirurgico alla cistifellea. L'intervento lo ha reso debitore di 50.000$ non potendosi permettere l'assicurazione sanitaria.
La parte finale dello sviluppo di Super Meat Boy è stata documentata nel film Indie Game: The Movie.

#### The Binding of Isaac
The Binding of Isaac è un videogioco indipendente di genere roguelike progettato da Edmund McMillen e Florian Himsl, inizialmente pubblicato per Microsoft Windows e successivamente portato sui sistemi operativi OS X e Linux. Il titolo e la storia del gioco sono ispirati alla storia biblica del sacrificio di Isacco (in inglese Binding of Isaac). Nel gioco, la madre di Isaac riceve un messaggio da Dio che richiede la vita di suoi figlio come prova della sua fede, così Isaac scappa nello scantinato di casa sua brulicante di mostri che deve combattere per sopravvivere. Il giocatore controlla Isaac o uno degli altri 33 personaggi sbloccabili attraverso un dungeon generato proceduralmente in maniera roguelike, dove, alla stregua di quelli di The Legend of Zelda, sconfiggere mostri in un combattimento in tempo reale e raccogliere oggetti e potenziamenti per sconfiggere i boss e infine la madre di Isaac.
Il gioco fu il risultato di una competizione lunga una settimana tra McMillen e Himsl circa lo sviluppo di un roguelike a stampo The Legend of Zelda; ciò permise a McMillen di illustrare i suoi sentimenti nei confronti degli aspetti sia positivi che negativi della religione, che apprese durante la crescita dai conflitti tra suoi famigliari cattolici e cristiani rinati. McMillen aveva considerato il titolo un rischio che tuttavia sentiva di potersi permettere grazie al successo economico di Super Meat Boy, e lo pubblicò senza troppa fanfara su Steam nel settembre 2011, senza aspettarsi molte vendite. Il gioco ottenne presto popolarità in parte grazie ai video di let's play che presentavano il titolo. McMillen e Himsl pubblicarono un'espansione "Wrath of the Lamb" nel maggio 2012, ma future espansioni erano limitate per via della piattaforma Adobe Flash. Nel 2012 cominciarono a lavorare con Nintendo sulla versione per 3DS, ma l'azienda poi si tirò fuori dall'accordo sulla base di controversie legate ai temi religiosi del videogioco.
Lo sviluppatore Nicalis ha lavorato con McMillen nel 2014 a un completo rifacimento del gioco, intitolato The Binding of Isaac: Rebirth, che aggiungeva funzionalità già pensate McMillen ma impossibili per le limitazioni di Flash, oltre a migliorare la grafica del gioco e a consentire di portarlo su altri sistemi, tra cui PlayStation 4 e Vita, Xbox One, Wii U, Nintendo 3DS, e Nintendo Switch. Questa versione rinnovata ha ricevuto tre espansioni, ognuna delle quali include più boss, oggetti e aree. La prima espansione, The Binding of Isaac: Afterbirth, uscita il 30 ottobre 2015, la seconda espansione, The Binding of Isaac: Afterbirth+, uscita il 3 gennaio 2017, e la terza e ultima espansione, The Binding of Isaac: Repentance, uscita il 31 marzo 2021.
Nel 2016, McMillen annunciò un prequel a The Binding of Isaac dal titolo The Legend of Bum-bo, sviluppato indipendentemente dal programmatore James Interactive ed egli stesso. Il gioco fu prodotto nel corso di quattro anni, senza che ci fosse durante il processo un prototipo funzionante. The Legend of Bum-bo fu distribuito digitalmente su Steam il 12 novembre 2019 e accolto da recensioni contrastanti. Il titolo fu poi portato su iOS il 7 dicembre 2020, e successivamente su Epic Games Store, GOG.com, Nintendo Switch, PlayStation 5 e Xbox Series X e Series S da Nicalis nel 2022.

#### The End is Nigh
The End Is Nigh è un videogioco a piattaforme di genere videogioco d'avventura sviluppato da Edmund McMillen e Tyler Glaiel. Il gioco fu messo in commercio il 12 luglio 2017 per Microsoft Windows tramite la piattaforma Steam. Successivamente vennero distribuite le versioni per macOS, il 15 agosto, e per Linux e Nintendo Switch, il 12 dicembre; risulta in sviluppo la versione per PlayStation 4 e PlayStation Vita. Il titolo è stato definito il successore spirituale di Super Meat Boy. I temi del videogioco furono ispirati da esperienze professionali e personali dell'autore accadute durante lo sviluppo, come la minaccia di un processo e la gravidanza di sua moglie.

## Videogiochi e opere
| The Backup Files                                              | Adobe Flash                                                                               | 2001 |                                                                 |
| The Lonely Hermit                                             | Adobe Flash                                                                               | 2001 |                                                                 |
| Dead Baby Dressup!                                            | Adobe Flash                                                                               | 2001 |                                                                 |
| 12 uses of dead babies                                        | Adobe Flash                                                                               | 2001 |                                                                 |
| Dead Baby Dressup 2!                                          | Adobe Flash                                                                               | 2001 |                                                                 |
| 6 more dead baby uses                                         | Adobe Flash                                                                               | 2001 |                                                                 |
| Dead Baby Dressup 3                                           | Adobe Flash                                                                               | 2001 |                                                                 |
| Stile man Dressup                                             | Adobe Flash                                                                               | 2001 |                                                                 |
| WWF baby dressup                                              | Adobe Flash                                                                               | 2001 |                                                                 |
| 8 More Dead Baby Uses!                                        | Adobe Flash                                                                               | 2001 |                                                                 |
| Dead Baby Dress up 4                                          | Adobe Flash                                                                               | 2001 |                                                                 |
| The Boy who QuestionedGod                                     | Adobe Flash                                                                               | 2001 |                                                                 |
| Dead Baby Dressup X                                           | Adobe Flash                                                                               | 2001 |                                                                 |
| Dead Baby Super Hero Dres                                     | Adobe Flash                                                                               | 2002 |                                                                 |
| Dead Baby Dressup best of                                     | Adobe Flash                                                                               | 2002 |                                                                 |
| Carious Weltling                                              | Adobe Flash                                                                               | 2003 |                                                                 |
| SnackOlantern                                                 | Adobe Flash                                                                               | 2003 |                                                                 |
| Clubby The Seal                                               | Adobe Flash                                                                               | 2004 |                                                                 |
| Gish                                                          | Windows, macOS, Linux                                                                     | 2004 |                                                                 |
| Carious Weltling 2                                            | Adobe Flash                                                                               | 2005 |                                                                 |
| Weltling Dressup                                              | Adobe Flash                                                                               | 2005 |                                                                 |
| Viviparous Dumpling                                           | Adobe Flash                                                                               | 2005 |                                                                 |
| Cerebral Discharge iii                                        | Adobe Flash                                                                               | 2005 |                                                                 |
| Blast Miner                                                   | Windows                                                                                   | 2006 |                                                                 |
| Triachnid                                                     | Adobe Flash                                                                               | 2006 |                                                                 |
| Holiday Snow Wars                                             | Adobe Flash                                                                               | 2006 |                                                                 |
| Cereus Peashy                                                 | Adobe Flash                                                                               | 2007 |                                                                 |
| Weltling 2: Regurgitated                                      | Adobe Flash                                                                               | 2007 |                                                                 |
| Host                                                          | Adobe Flash                                                                               | 2007 |                                                                 |
| Guppy                                                         | Adobe Flash                                                                               | 2007 | Cancellato                                                      |
| Blood Car 2000!                                               | Adobe Flash                                                                               | 2008 |                                                                 |
| Coil                                                          | Adobe Flash                                                                               | 2008 |                                                                 |
| Blood car! 2000! Delux!                                       | Adobe Flash                                                                               | 2008 |                                                                 |
| DeadBaby VG Dressup                                           | Adobe Flash                                                                               | 2008 |                                                                 |
| Twin Hobo Rocket                                              | Adobe Flash                                                                               | 2008 |                                                                 |
| The C word                                                    | Adobe Flash                                                                               | 2008 |                                                                 |
| Aether                                                        | Adobe Flash                                                                               | 2008 |                                                                 |
| Meat Boy                                                      | Adobe Flash                                                                               | 2008 |                                                                 |
| Clubby: Killing Season                                        | Adobe Flash                                                                               | 2008 |                                                                 |
| Grey-Matter                                                   | Adobe Flash                                                                               | 2008 |                                                                 |
| Meat boy (map pack)                                           | Adobe Flash                                                                               | 2008 |                                                                 |
| AVGM                                                          | Adobe Flash                                                                               | 2009 |                                                                 |
| Spewer                                                        | Adobe Flash                                                                               | 2009 |                                                                 |
| Time Fcuk                                                     | Adobe Flash                                                                               | 2009 |                                                                 |
| Super Meat Boy                                                | Windows, macOS, Linux, Xbox 360, PlayStation 4, PlayStation Vita                          | 2010 |                                                                 |
| The Binding of Isaac                                          | Windows, macOS, Linux, Adobe Flash                                                        | 2011 |                                                                 |
| The Basement Collection                                       | Windows, macOS, Linux, Adobe Flash                                                        | 2012 |                                                                 |
| Facist                                                        | Adobe Flash                                                                               | 2014 |                                                                 |
| The Binding of Isaac: Rebirth                                 | Windows, macOS, Linux, PlayStation 4, PlayStation Vita, New Nintendo 3DS, Wii U, Xbox One | 2014 |                                                                 |
| Fingered                                                      | Windows                                                                                   | 2015 | con James Id                                                    |
| The Binding of Isaac: Afterbirth                              | Windows, PlayStation 4, Xbox One, macOS, Linux                                            | 2015 |                                                                 |
| Øuroboros                                                     | Windows                                                                                   | 2016 | È diventato The End is Nigh                                     |
| The Binding of Isaac: Afterbirth †                            | Windows, macOS, Linux, Nintendo Switch                                                    | 2017 |                                                                 |
| The End is Nigh                                               | Windows, macOS, Linux, Nintendo Switch, Playstation 4                                     | 2017 | con Tyler Glaiel                                                |
| The Legend of Bum-bo                                          | Windows                                                                                   | 2019 |                                                                 |
| Super Meat Boy: Forever                                       | Windows                                                                                   | 2020 |                                                                 |
| The Binding of Isaac: Repentance                              | \| Windows, Nintendo Switch, PS4, PS5, Xbox One, Xbox Series X/S \|                       | 2021 | Terzo pacchetto di espansione per The Binding of Isaac: Rebirth |
| Mew-Genics                                                    | Steam, iOS, Android                                                                       | 2025 | Sviluppo ripreso nel 2018                                       |
| Windows, Nintendo Switch, PS4, PS5, Xbox One, Xbox Series X/S |                                                                                           |      |                                                                 |